# 파란 하늘은 주머니지요
파란 하늘은 주머니지요는 도라에몽의 주제가 중 하나이다. 대한민국에서는 MBC 방송 당시에 엔딩으로 사용되었다.

## TV, 영화

### 오오스기 쿠미코
초창기에는 오오스키 쿠미코가 곡을 불렀다. 1979년 5월 4일부터 1981년 9월 27일까지 불러졌다.
본편 종료 직후 삽입곡 도라에몽 그리기가 흘러 CM을 끼워서 본 테마가 흘렀다.

### 야마노 사토코의 노래
돌아왔다 도라에몽의 엔딩 테마로 사용되었다.

## 디스크
첫 디스크는 1979년 4월 25일에 발매되었다. 프레임 주제가집에 실린 곡은 아래와 같다. (SCS-474)
1. 도라에몽의 노래
2. 도라에몽 그리기
3. 파란 하늘은 주머니지요

B면의 삽입노래는 도라에몽 그리기와 엔딩 테마는 파란 하늘은 주머니지요이다.